# Amalaswintha
Amalaswintha, též Amalasuntha, Amalasuentha, Amalasuintha, Amalswinthe nebo Amalasontha (asi 495 – 30. dubna 534/535) byla královna Ostrogótů v letech 526–534. Nejprve vládla jako regentka svého syna Athalaricha a poté jako královna. Amalaswintha byla vysoce vzdělaná; mluvila třemi jazyky (řecky, gótsky, latinsky).

## Život
Narodila se pravděpodobně v Ravenně v roce 495 jako jediné dítě ostrogótského krále Theodoricha Velikého a jeho manželky královny Audofledy, sestry Chlodvíka I., krále Franků.
Roku 515 se Amalaswintha provdala za Eutharicha (asi 480–522), ostrogótského šlechtice ze starého amalského rodu, který pocházel z vizigótské Hispánie (dnešní Španělsko) a byl synem Widericha (* asi 450), vnukem Berismunda (* asi 410) a pravnukem krále Thorismunda († po 400).
Eutharich zemřel pravděpodobně již několik let po svatbě a zanechal tak Amalaswinthu samotnou s dvěma dětmi – Athalarichem a Matasunthou (asi 517 – po 550). Po smrti otce, krále Theodoricha Velikého, roku 526, se jeho nástupcem stal Athalarich, ve skutečnosti však vládla právě Amalaswintha jako regentka. Obdivovala antickou římskou kulturu a svému synovi dala klasické vzdělání, což byl ve společnosti středověkých Gótů neobvyklý počin a vyvolal ve společnosti silnou nevoli. Vědoma si své nepopularity, nechala Amalaswintha popravit tři gótské šlechtice a zároveň začala vyjednávat s Justiniánem I., s vidinou možného přesunu svého sídla i klenotů z Ravenny do Konstantinopole. Smrt jejího syna, krále Athalaricha, roku 534, celou situaci ještě zkomplikovala.
Po smrti syna se Amalaswintha stala královnou, čímž mezi Góty vznikla nezvyklá situace. Aby ještě upevnila svou pozici, jmenovala svého synovce Theodahada svým spoluvládcem. Nakonec to nebyla dobrá volba, protože Theodahad nechal Amalaswinthu uvěznit (přinejmenším tomu nikterak nebránil) na ostrově Martana na Bolsenském jezeře v Toskánsku. Zde také byla Amalaswintha 30. dubna roku 534 nebo 535 při koupeli zavražděná.
Informace o Amalaswintě pocházejí z dopisů Cassiodora, které se dochovaly v přepisech historika Jordana a z kroniky historika Prokopia (asi 500–565).
Osudem Amalaswinthy se nechal inspirovat italský dramatik Carlo Goldoni ve své stejnojmenné tragédii uvedené roku 1733 v Miláně. Hra údajně zcela propadla a autor ji později spálil.